# 崔昌植
崔 昌植（チェ・チャンシク、최창식）は大日本帝国陸軍及び大韓民国陸軍の軍人。創氏改名時の日本名は高山隆。平壌出身。
1942年、陸軍士官学校工兵科卒業（56期）。第2次世界大戦終戦時は工兵第104連隊附（大尉）。
1948年8月、韓国軍入隊、任少尉（軍番12318番）。韓国軍工兵の創設に任じ、第1工兵団長を経て同年12月に陸軍本部工兵監。
1950年6月の漢江橋過早爆破の責任を問われ、同年9月21日に釜山で銃殺刑に処された。
朴正煕政権になって再審が進められ、1964年10月23日に再公判で正当性が認められ名誉回復。